# Hyphaene thebaica
Hyphaene thebaica là loài thực vật có hoa thuộc họ Arecaceae. Loài này được (L.) Mart. mô tả khoa học đầu tiên năm 1838.

## Hình ảnh

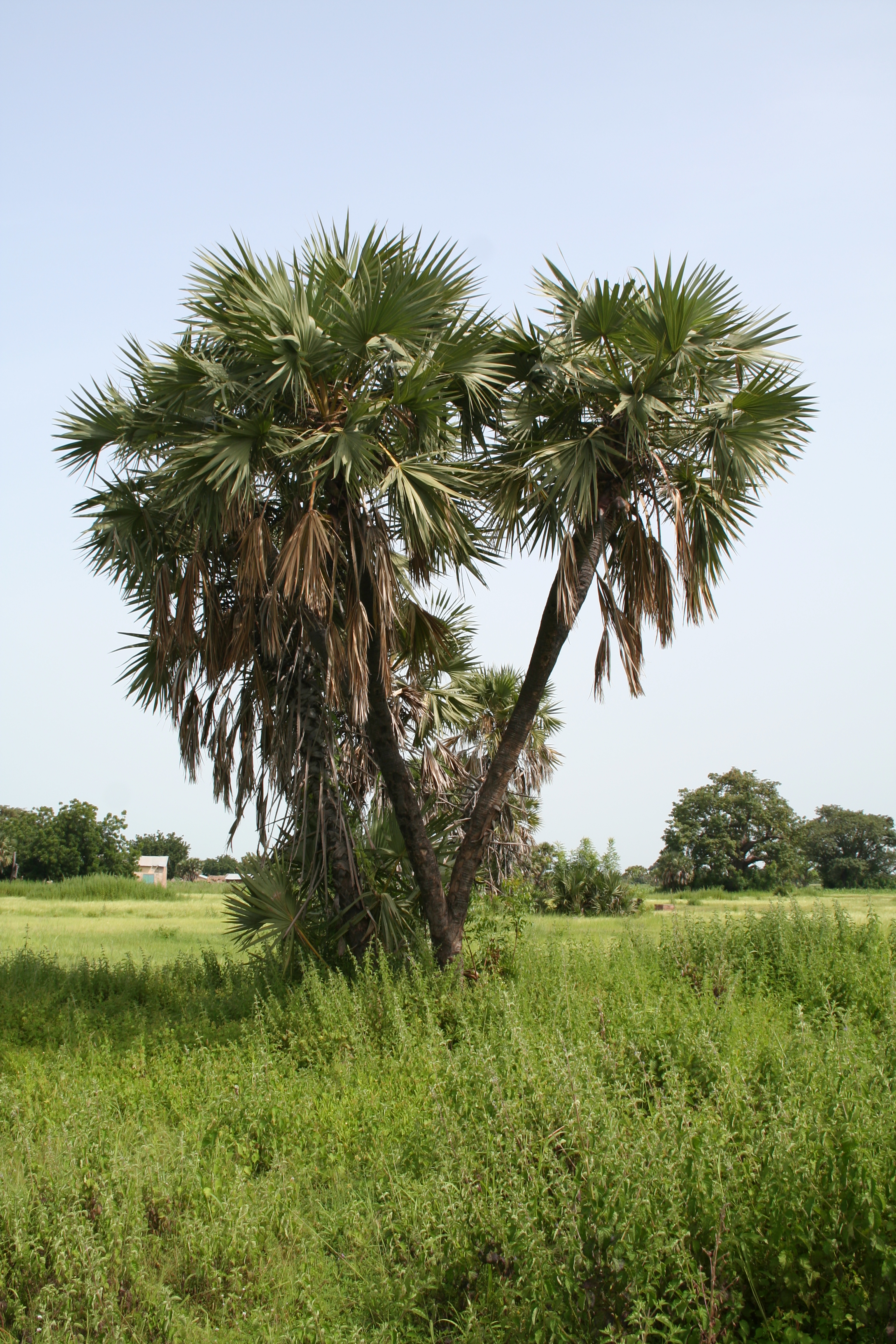
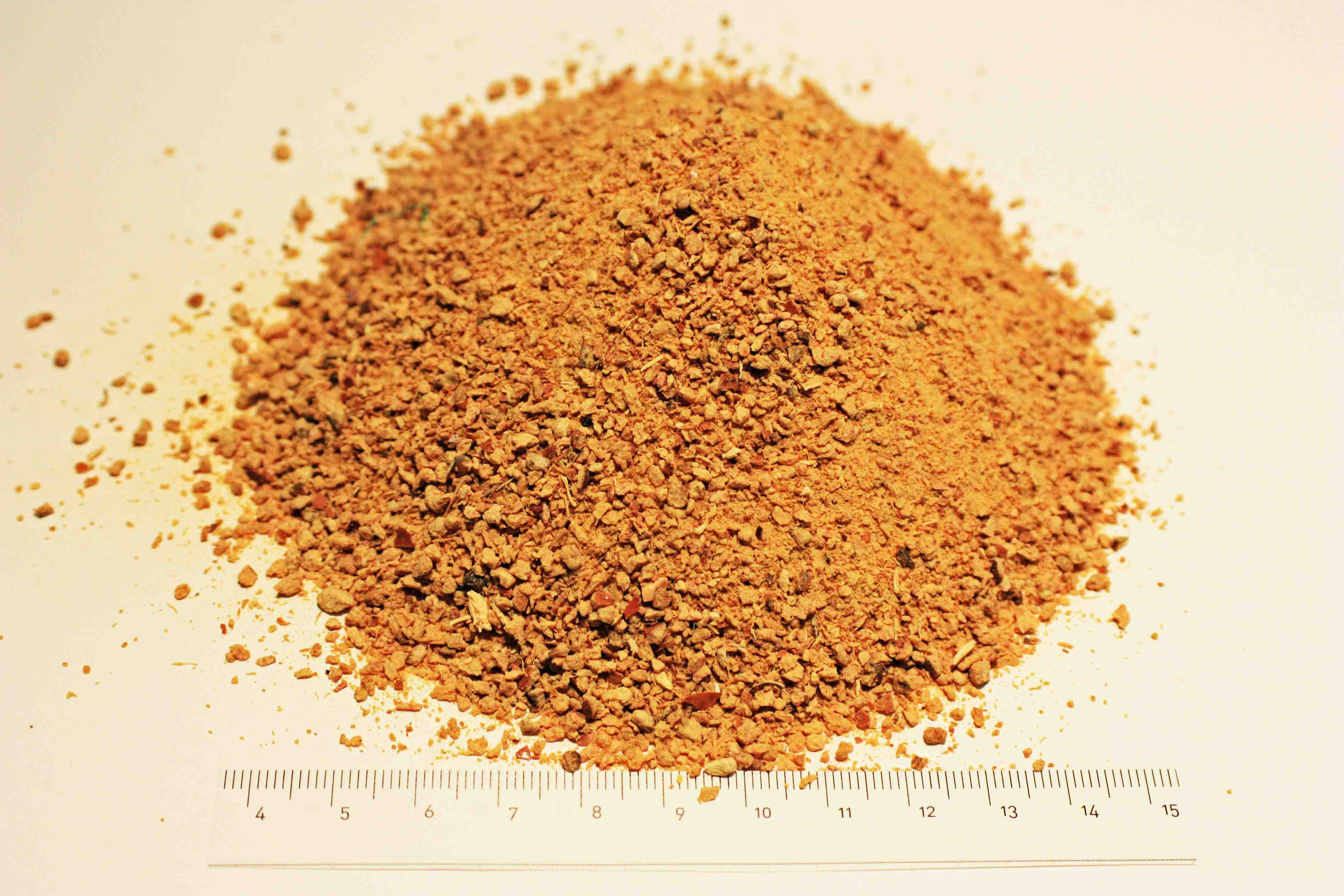
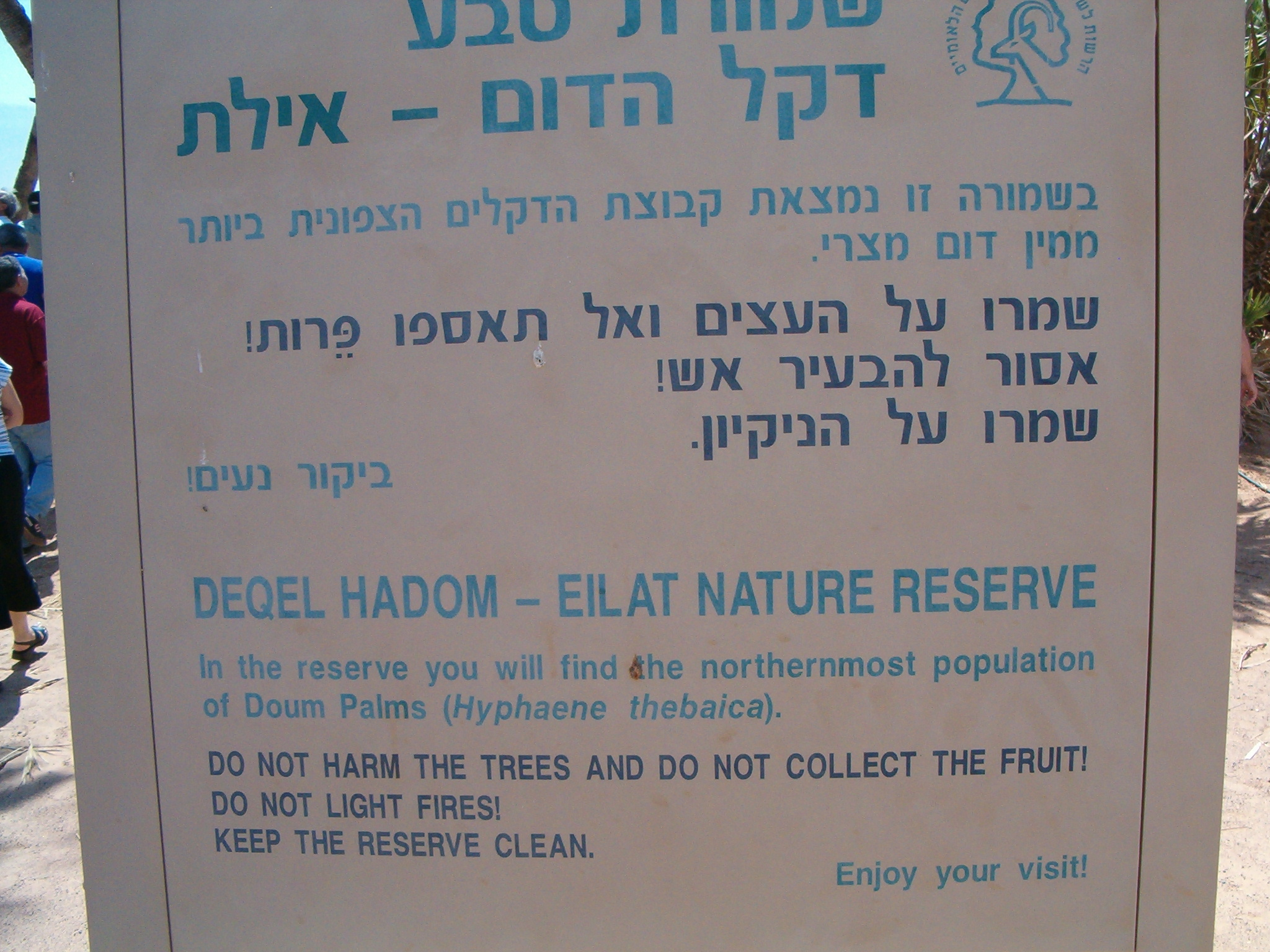
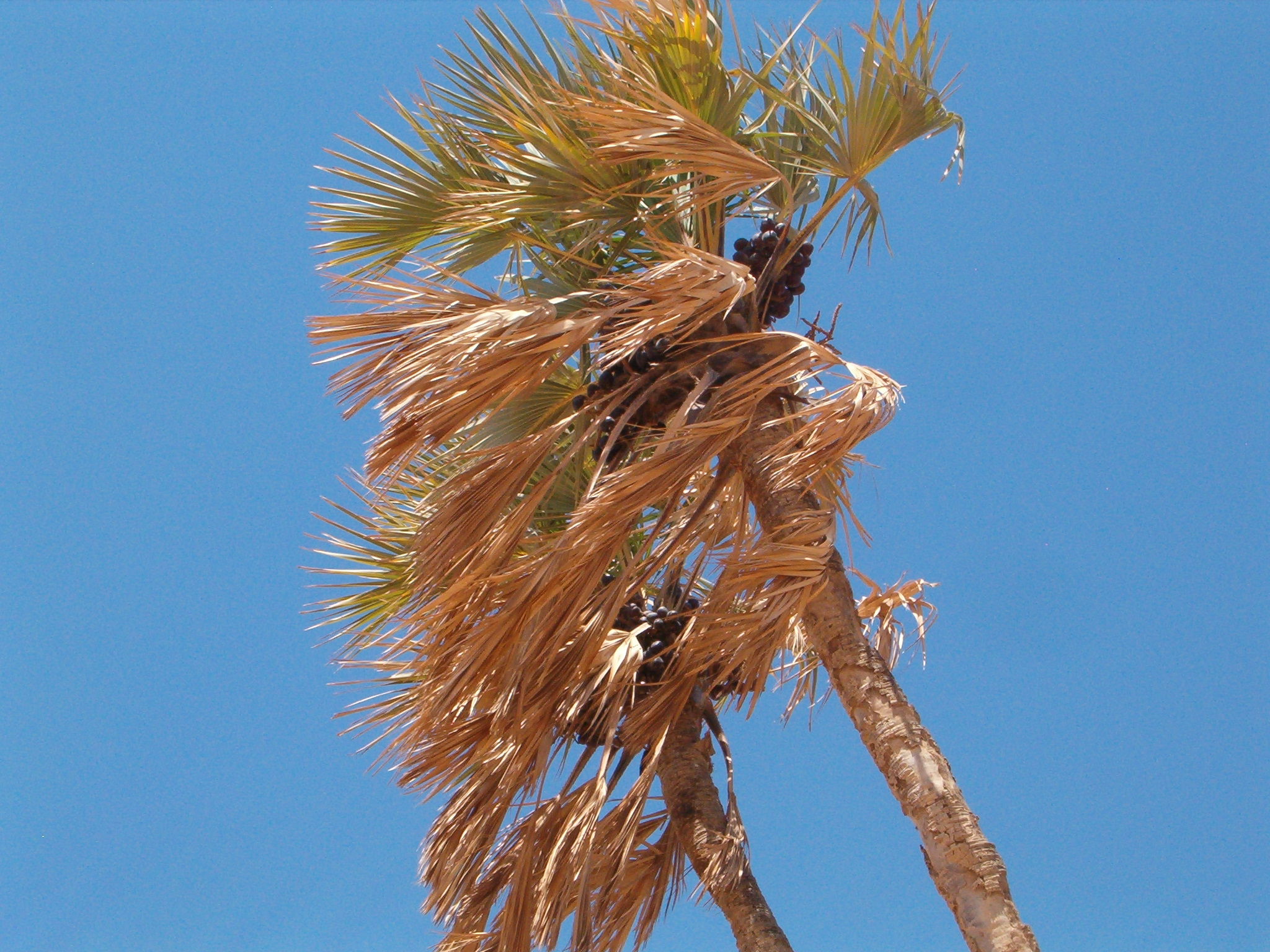